# Santa Leocadia (Toreno)
Santa Leocadia es una pequeña aldea de montaña, situada a 2 km de Matarrosa del Sil por la carretera de San Pedro Mallo, pertenece al Ayuntamiento de Toreno, provincia de León, España.
Su origen se encuentra ligado al monasterio de Santa Leocadia de Castanearia o Castañeda, uno de los primeros asentamientos monásticos en El Bierzo medieval. Este cenobio fue fundado por dos monjes llamados Valentín y Moisés. San Genadio refundó el monasterio poniendo al frente a un clérigo amigo y colaborador suyo llamado Donadeo, comenzando un periodo de crecimiento. A mediados del siglo XII fue agregado a la Catedral de Astorga, cuyo cabildo nombraba administrador para el mismo. 
Tal vez fue entonces cuando comenzó su decadencia y extinción, si bien son apreciables en las casas más antiguas del pueblo piedras labradas que muy bien pudieran aprovecharse o haberse extraído del propio edificio monacal.
Se encuentra a 850 m. sobre el nivel del mar y en la actualidad cuenta con un habitante censado. A destacar la espadaña de su iglesia parroquial, considerada la mejor obra de cantería de todo el Ayuntamiento de Toreno.
Está rodeada de prados y de bosques de hoja caduca, predominando el castaño y el roble, y donde el jabalí y el corzo encuentran un hábitat ideal.

## Fiestas locales
El Cristo, celebrado el 14 de septiembre.
| 2000 | 2001 | 2002 | 2003 | 2004 | 2005 | 2006 | 2007 | 2008 | 2009 | 2010 | 2011 | 2012 | 2013 | 2014 |
| 3    | 2    | 2    | 2    | 1    | 1    | 2    | 1    | 1    | 1    | 1    | 1    | 2    | 4    | 3    |

- Datos: Q6120462